# Blitzschlaufe

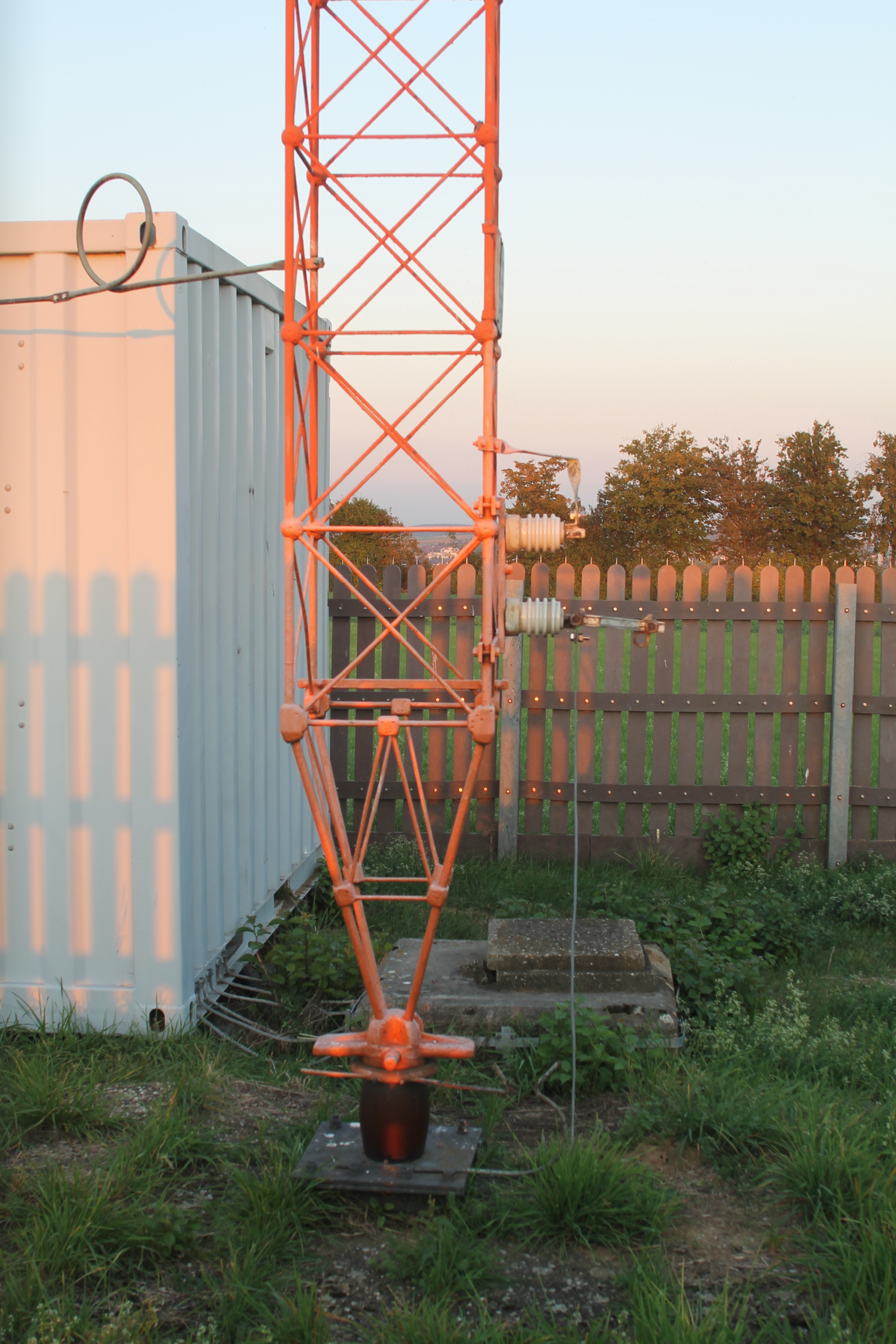
Blitzschlaufe, links oben, am Sender Hirschlanden

Als Blitzschlaufe (auch Blitzschleife) bezeichnet man die ringförmige Ausbildung der Zuleitung vom Abstimmhaus zu einem gegen Masse isolierten selbststrahlenden Sendemast. Die Blitzschlaufe verringert durch ihre Induktivität im Fall eines Blitzeinschlags die Anstiegsgeschwindigkeit der Spannung in den Elementen im Abstimmhaus und bewirkt ein Überspringen des Blitzes an der Funkenstrecke zu Füßen des Sendemasten, bevor Elemente des Senders durch gefährliche Überspannungen gefährdet werden.